# 新卡瓦索
新卡瓦索（義大利語：Cavasso Nuovo），是意大利弗留利-威尼斯朱利亚大区波代诺内省的一个市镇。总面积10.46平方公里，人口1639人，人口密度156.7人/平方公里（2009年）。ISTAT代码为093012。